# Coleophora violacea
Coleophora violacea là một loài bướm đêm thuộc họ Coleophoridae. Nó được tìm thấy ở Fennoscandia to Pyrenees, Ý và Hungary and from Đảo Anh to Nga.
Sải cánh dài 9–11 mm. Con trưởng thành bay từ cuối tháng 5 đến tháng 6 in miền tây Europe.
Ấu trùng ăn Agrimonia, Alnus, Betula, Carpinus betulus, Castanea sativa, Cornus, Corylus avellana, Crataegus, Cydonia oblonga, Filipendula ulmaria, Fragaria vesca, Humulus lupulus, Lonicera, Lythrum, Malus sylvestris, Mespilus germanica, Potentilla, Prunus spinosa, Pyrus communis, Rhamnus catharticus, Ribes, Rosa, Rubus, Sanguisorba, Sorbus, Staphylea pinnata, Symphoricarpos albus, Tilia, Ulmus and Viburnum.

## Hình ảnh

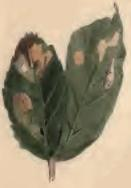
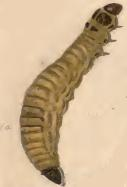
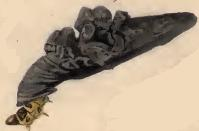